# Tekla Structures
Tekla Structures es un programa de diseño asistido por computadora y fabricación asistida por computadora en 3D (tres dimensiones) para el diseño, detallado, despiece, fabricación y montaje de todo tipo de estructuras para la construcción. Desarrollado por la empresa finlandesa TEKLA tiene presencia a nivel mundial a través de oficinas propias y representantes oficiales.

## Características
La utilidad de esta aplicación no solo se basa en el modelado en tres dimensiones de la obra a ejecutar. Al igual que otros programas basados puramente en 3D, no dibuja simplemente líneas sino directamente sólidos paramétricos dentro de un solo modelo 3D. Gracias a que en el sector de la construcción los elementos estructurales están claramente pre-definidos, es posible modelar directa y rápidamente los perfiles y detalles generales. A través de Macros y soluciones pre-definidas se resuelven fácilmente las uniones y nudos estructurales.
Una vez modelada la estructura a construir, el programa es capaz de generar todo tipo de planos generales, de despiece y de fabricación, así como listados de materiales y de piezas. Toda esta información es en todo momento dependiente del modelo y por ello, ante cualquier modificación que se lleve a cabo en el modelo, todos los planos se actualizan para reflejar la realidad. 
El concepto paramétrico del programa hace que la creación y modificación de elementos sea una tarea rápida y sencilla. Por ejemplo, al crear una unión que depende del ancho de un pilar, los elementos de la unión tendrán un tamaño en concordancia con el tamaño del pilar. igualmente, al modificar las dimensiones del pilar, las uniones afectadas adaptan su forma y tamaño a este cambio automáticamente.
Tiene una versión para la fabricación que genera archivos (CAM) de distintos formatos para las máquinas CNC o de control numérico, como mesas de Oxicorte/Plasma, máquinas de ferralla, sierras y taladros, etc.
La opción de control de choques ayuda al diseñador a localizar las colisiones existentes que impedirían la fabricación o el montaje. Además puede intercambiar datos con un alto número de aplicaciones utilizadas en el ámbito de la Ingeniería y la Arquitectura, (instalaciones eléctricas y tuberías, maquinaria) consiguiendo así coordinar el diseño de las distintas especialidades.
Tekla Structures ofrece la posibilidad de integrarse con algunos programas de cálculo fundiendo así los pasos de diseño de estructuras y detallado. Además, facilita la programación externa a través de .NET, abriendo una puerta a un sinfín de aplicaciones y controles externos.